# روبرت جوب
روبرت جوب هو سياسي كندي، ولد في 1794، وتوفي في 1849. كان شخصية تجارية وسياسية في نيوفاوندلاند . انتخب لتمثيل بونافيستا باي [الإنجليزية] في مجلس النواب نيوفاوندلاند ولابرادور [الإنجليزية] في عام 1836.
ولد في إنجلترا، ابن جون أيوب وسارة بوللي. بدأ جوب العمل في شركة والده في سانت جونز حوالي عام 1810. بحلول عام 1834، كان شريكًا في فرع سانت جونز التابع لشركة بوللي وجوب، والذي كان يعمل في مصايد سمك القد وصيد الأسماك وتجارة التصدير. خدم في مجلس مفوضي الطرق ولجنة المباني العامة. كان جوب عضوًا مؤسسًا في أول مجتمع زراعي في نيوفاوندلاند، وأول رئيس لشركة St. John's Gas Light، ومدير بنك أمريكا الشمالية البريطاني ورئيس غرفة تجارة سانت جونز.أعلنت الانتخابات العامة التي أجريت في عام 1836 لاغية لذلك لم يأخذ جودب مقعده أبدا. خاض الانتخابات دون جدوى لإعادة انتخابه عام 1842. وفي عام 1843، تم تعيينه في المجلس التنفيذي. توفي جوب في ليفربول عام 1849. .